# Squash ai XVII Giochi panamericani
Lo squash ai XVII Giochi panamericani si è svolto al Direct Energy Centre di Toronto, in Canada, dall'11 al 17 luglio 2015. In programma un torneo di singolare, uno di doppio e uno a squadre per uomini e donne, per un totale di sei podi.

## Calendario
Tutti gli orari secondo il Central Standard Time (UTC-5).
| Data          | Inizio | Evento           | Fase                 |
| ------------- | ------ | ---------------- | -------------------- |
| Sab 11 luglio | 10:05  | Singolare uomini | Sedicesimi di finale |
| Sab 11 luglio | 10:05  | Singolare donne  | Ottavi di finale     |
| Sab 11 luglio | 11:35  | Singolare uomini | Ottavi di finale     |
| Dom 12 luglio | 10:05  | Singolare donne  | Quarti di finale     |
| Dom 12 luglio | 10:50  | Singolare uomini | Quarti di finale     |
| Dom 12 luglio | 19:05  | Singolare donne  | Semifinali           |
| Dom 12 luglio | 19:50  | Singolare uomini | Semifinali           |
| Lun 13 luglio | 09:05  | Doppio uomini    | Ottavi di finale     |
| Lun 13 luglio | 09:05  | Doppio donne     | Quarti di finale     |
| Lun 13 luglio | 10:35  | Doppio donne     | Quarti di finale     |
| Lun 13 luglio | 12:05  | Doppio uomini    | Quarti di finale     |
| Lun 13 luglio | 18:35  | Singolare uomini | Finale               |
| Lun 13 luglio | 18:35  | Doppio donne     | Semifinali           |
| Lun 13 luglio | 20:35  | Doppio uomini    | Semifinali           |
| Lun 13 luglio | 20:35  | Singolare donne  | Finale               |
| Mar 14 luglio | 09:05  | A squadre uomini | Eliminatorie         |
| Mar 14 luglio | 09:05  | A squadre donne  | Eliminatorie         |
| Mar 14 luglio | 19:05  | Doppio donne     | Finale               |
| Mar 14 luglio | 20:35  | Doppio uomini    | Finale               |
| Mer 15 luglio | 10:05  | A squadre uomini | Eliminatorie         |
| Mer 15 luglio | 10:05  | A squadre donne  | Eliminatorie         |
| Gio 16 luglio | 10:05  | A squadre uomini | Eliminatorie         |
| Gio 16 luglio | 17:35  | A squadre uomini | Semifinali           |
| Gio 16 luglio | 17:35  | A squadre donne  | Semifinali           |
| Ven 17 luglio | 17:35  | A squadre donne  | Finale               |
| Ven 17 luglio | 19:50  | A squadre uomini | Finale               |

## Podi

### Uomini
| Evento               | Oro                                                 | Argento                                          | Bronzo |
| Singolare (dettagli) | Miguel Ángel Rodríguez                              | Diego Elias                                      | Shawn Delierre Cesar Salazar                                                                                              |
| Doppio (dettagli)    | Colombia Andres Herrera Juan Vargas                 | Canada Andrew Schnell Graeme Schnell             | Andrés Duany Diego Elías Stati Uniti Christopher Gordon Christopher Hanson                                                |
| A squadre (dettagli) | Canada Shawn Delierre Andrew Schnell Graeme Schnell | Messico Cesar Salazar Eric Galvez Arturo Salazar | Argentina Roberto Pezzota Leandro Romiglio Rodrigo Pezzota Stati Uniti Christopher Gordon Todd Harrity Christopher Hanson |

### Donne
| Evento               | Oro                                                         | Argento                                        | Bronzo                                                                                                |
| Singolare (dettagli) | Amanda Sobhy                                                | Olivia Blatchford                              | Sam Cornett Samantha Terán                                                                            |
| Doppio (dettagli)    | Stati Uniti Natalie Grainger Amanda Sobhy                   | Canada Sam Cornett Nikole Todd                 | Colombia Catalina Pelaez Laura Tovar Messico Samantha Terán Karla Urrutia                             |
| A squadre (dettagli) | Stati Uniti Amanda Shoby Olivia Blatchford Natalie Grainger | Canada Sam Cornett Hollie Naughton Nicole Todd | Colombia Catalina Pelaez Laura Tovar Karol Gonzalez Messico Samantha Teran Diana Garcia Karla Urrutia |

## Medagliere
| Posizione | Nazione     | Oro | Argento | Bronzo | Totale |
| --------- | ----------- | --- | ------- | ------ | ------ |
| 1         | Stati Uniti | 3   | 1       | 2      | 6      |
| 2         | Colombia    | 2   | 1       | 2      | 5      |
| 3         | Canada      | 1   | 3       | 2      | 6      |
| 4         | Messico     | 0   | 1       | 4      | 5      |
| 5         | Argentina   | 0   | 0       | 1      | 1      |
| 5         | Perù        | 0   | 0       | 1      | 1      |
| Totale    | Totale      | 6   | 6       | 12     | 24     |